# Leptocaris mangalis
Leptocaris mangalis is een eenoogkreeftjessoort uit de familie van de Darcythompsoniidae. De wetenschappelijke naam van de soort is voor het eerst geldig gepubliceerd in 1983 door Por.